# Ollie Darden
Oliver M. Darden (ur. 28 lipca 1944 w Aberdeen) – amerykański koszykarz, występujący na pozycji silnego skrzydłowego.

## Osiągnięcia
NCAA
- Wicemistrz NCAA (1965)
- Uczestnik rozgrywek:
  - NCAA Final Four (1964, 1965)
  - Elite 8 turnieju NCAA (1964–1966)
- Mistrz sezonu regularnego konferencji Big 10 (1964–1966)

AAU
- Mistrz AAU (1966)
- Zaliczony do I składu AAU All-American (1966)

ABA
- Mistrz ABA (1970)[1]